# La Chanson de Van Horst
La Chanson de Van Horst est une chanson écrite et interprétée par Jacques Brel en 1972, et co-composée avec Gérard Jouannest. La Chanson de Van Horst est la bande originale du film Le Bar de la Fourche d'Alain Levent.

## La chanson
Jacques Brel évoque la brièveté de la vie, malgré les lieux et les événements de la vie.
Le premier couplet de la chanson :
De Rotterdam à Santiago
Et d'Amsterdam à Varsovie
De Cracovie à San Diego
De drame en dame
Passe la vie
De peu à peu
De cœur en cœur
De peur en peur
De port en port
Le temps d'une fleur
Et l'on s'endort
Le temps d'un rêve
Et l'on est mort

## Discographie
Restée inédite au disque à l'époque, La Chanson de Van Horst a été depuis (notamment), incluse en 2003 dans l'édition CD de l'album J'arrive en titre bonus.